# Шаури, Самуэл
Самуэл Кваангу Шаури (суахили Samwel Kwaangu Shauri; род. 30 декабря 1985) — танзанийский легкоатлет, специалист по бегу на длинные дистанции и кроссу. Выступал за сборную Танзании по лёгкой атлетике во второй половине 2000-х годов, участник ряда крупных международных соревнований, в том числе летних Олимпийских игр в Пекине и двух кроссовых чемпионатов мира.

## Биография
Самуэл Шаури родился 30 декабря 1985 года.
Впервые заявил о себе на международной арене в сезоне 2005 года, когда вошёл в основной состав танзанийской национальной сборной и побывал на чемпионате мира по кроссу в Сен-Гальмье, где занял в коротком забеге (4,196 км) итоговое 58 место.
В 2008 году на соревнованиях в Перджине-Вальсугана установил свой личный рекорд на дистанции 10000 метров, показав время 27:49,35. Также установил личные рекорды в дисциплинах 10 км и 5000 м на соревнованиях в Марселе и Милане соответственно. Благодаря череде удачных выступлений удостоился права защищать честь страны на летних Олимпийских играх в Пекине — в беге на 10 000 метров показал время 28:06,26, расположившись в итоговом протоколе на 21 строке.
После пекинской Олимпиады Шаури ещё в течение некоторого времени оставался в легкоатлетической команде Танзании и продолжал принимать участие в крупнейших международных соревнованиях. Так, в 2009 году он отправился на кроссовое мировое первенство в Аммане, должен был участвовать здесь в забеге взрослых спортсменов, однако на старт не вышел.
Последний раз показал сколько-нибудь значимый результат на международном уровне в сезоне 2010 года, когда участвовал в полумарафоне в Мерано и преодолел эту дистанцию за 1:03:21.